# Ryan Blaney
Pour les articles homonymes, voir Blaney.
Statistiques en NASCAR Cup Series
Dernière mise à jour : 11 novembre 2024 
Ryan Blaney, né le 31 décembre 1993 à Cortland (Ohio), est un sportif professionnel américain, pilote automobile dans la NASCAR.
Il participe au programme complet de la NASCAR Cup Series et pilote pour l'écurie Team Penske la voiture Ford Mustang no 12. Il remporte le titre dans cette catégorie en 2023.
Il participe occasionnellement aux courses d'Xfinity Series au volant de la Ford Mustang no 22 de la même écurie.
Ryan Blaney est le fils du pilote NASCAR Dave Blaney et le petit-fils du pilote Lou Blaney (en).

## Carrière de courses

### En début de carrière

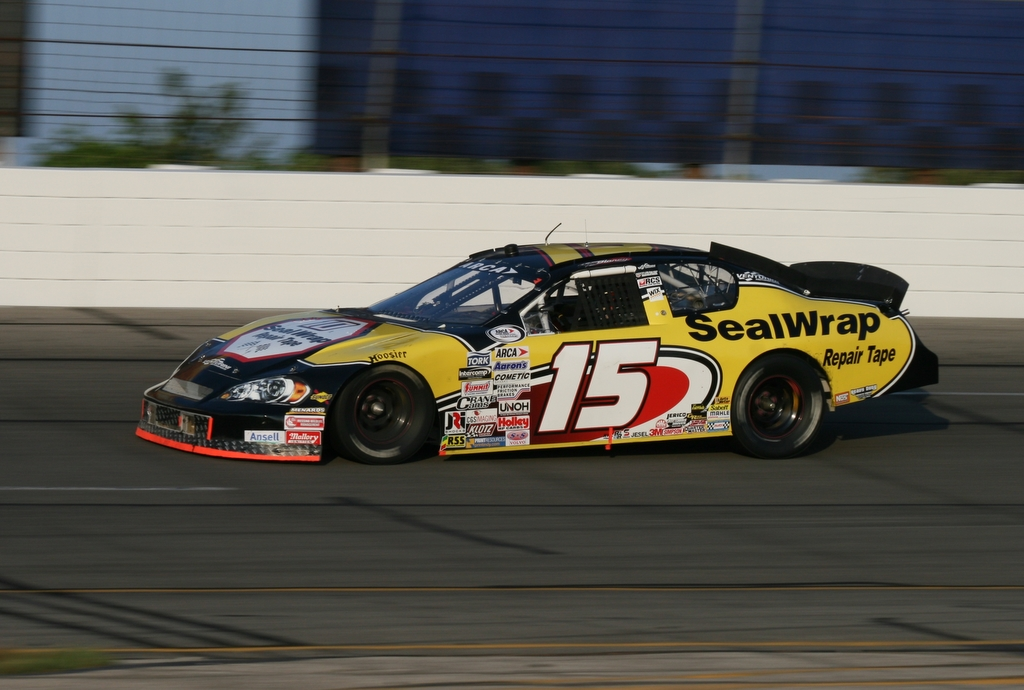
Blaney 2011 ARCA voiture à IRP

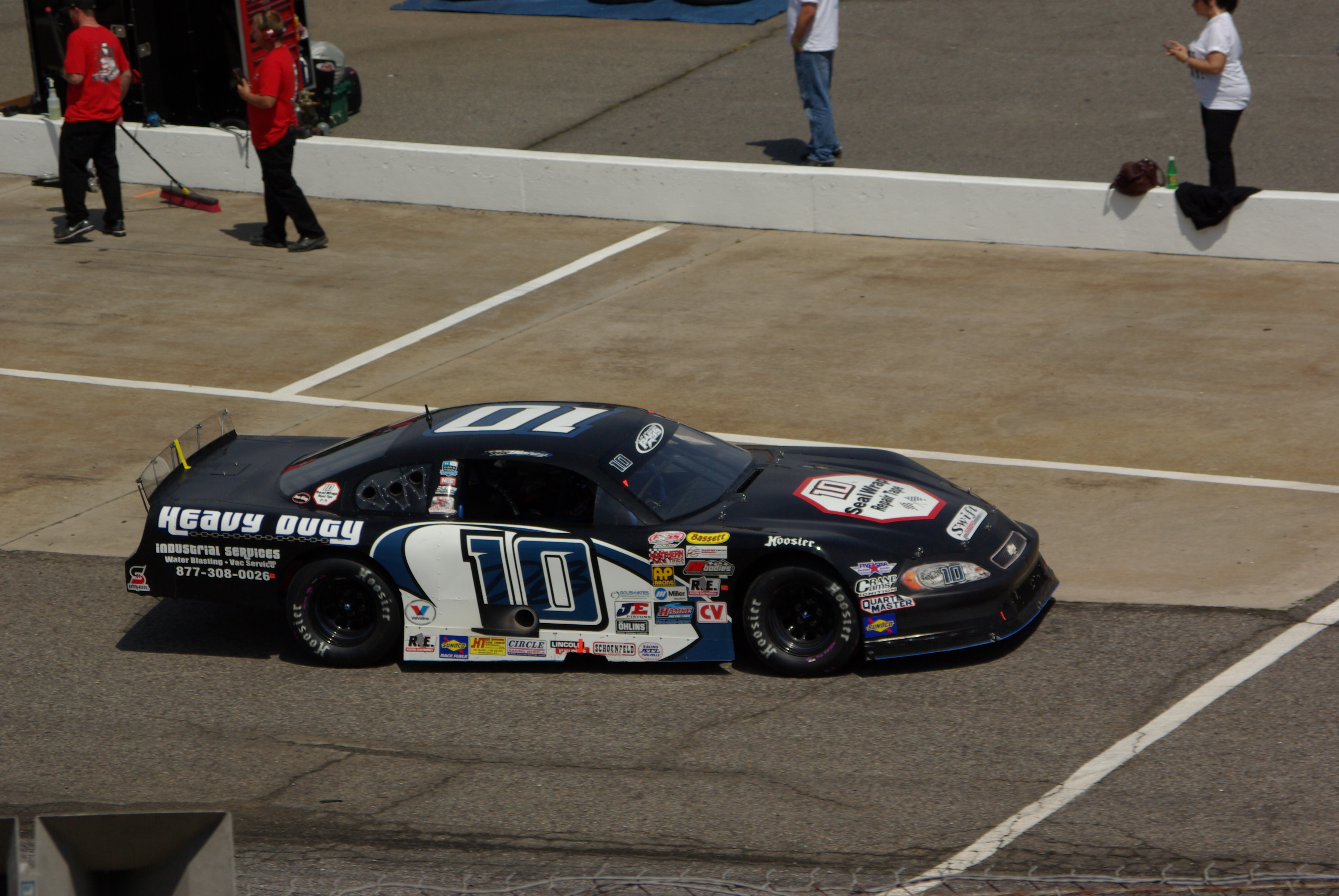
Blaney 2011 COL de voiture à North Wilkesboro

La famille Blaney compte trois générations de coureurs. Il est le fils de Dave Blaney, et le petit-fils de Lou Blaney, anciens pilotes de NASCAR Cup Series. Ryan Blaney commence sa carrière en quarter midget racing (en) et remporte sa première course alors qu'il n'a que 9 ans,. Au cours de sa jeunesse, il a également participé aux courses de voitures type Bandolero. Passé en catégorie Legends cars à 12 ans, il y remporte les trophées de Lowe's Motor Speedway et de Young Lion's Winter Heat Point Championship, et les titres dans les trois divisions de Carolina Fall Nationals in quarter midgets.
À 14 ans, Blaney fait ses débuts en courses de Late Model racing sur le circuit de l'Orange County Speedway. En 2009, alors qu'il est âgé de 15 ans, il commence la compétition de Pro All Star Series (PASS) y terminant second du championnat au nombre de points et y gagnant le titre de Rookie de l'année. Il termine troisième aux points en série PASS national et remporte la course Eastern Grand Nationals courue à Huntsville en Alabama.
En 2010, il participe aux séries de la PASS South Super Late Model et y remporte sa première victoire en carrière sur le Dillon Motor Speedway. Par la suite, il remporte également des victoires sur les circuits Greenville-Pickens Speedway et Newport Speedway, terminant second de ce championnat lors de deux années consécutives. Blaney participe également au championnat de la Champion Racing Association (ARC)  qu'il remporte en 2010.
De retour en PASS South Super Late Model Series en 2011, Blaney y gagne deux courses (au Dillon Motor Speedway et au Ace Speedway) et remporte le championnat,. Lors de cette même année, il fait également ses débuts dans les championnats de l'ARCA Racing Series et de NASCAR K&N Pro Series West et East. Il termine la saison dans le top dix de ces trois séries. Il remporte sa première course en NASCAR lors de la dernière course de la saison en K&N Pro Series West disputée sur le Phoenix Raceway,.
Les talents de pilote de Blaney sont reconnus publiquement par Tony Stewart et Kevin Harvick  et en 2012 il participe à nouveau au championnat de la K&N Pro Series East. Il participe à six courses pour l'écurie DB Racing au volant de la no 10. Au volant de la voiture no 98 de l'écurie Carswell Motorsports, il participe également au championnat de la PASS Super Late Model Series.

### NASCAR

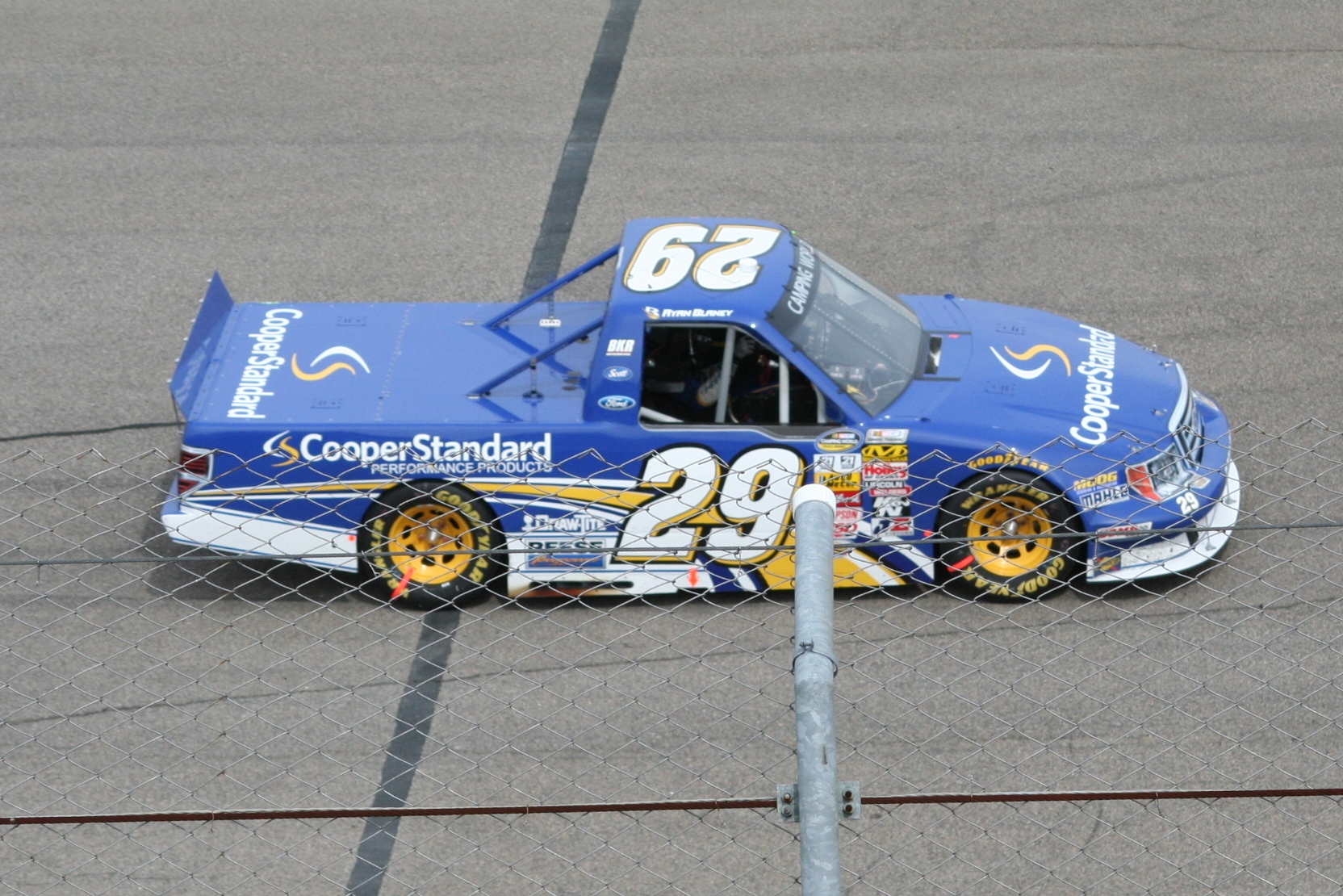
Blaney 2013 de camion à Rockingham

Ryan Blaney signe avec l'écurie Tommy Baldwin Racing sponsorisée par SealWrap et participe à six courses de NASCAR Nationwide Series au volant de la Chevrolet no 36,. La première course se déroule sur le Richmond International Raceway en avril. Blaney se qualifie (top 10) et termine septième de la course.
En juillet 2012, Blaney annonce qu'il a signé un contrat avec la Penske Racing pour participer à un minimum de trois courses d'Xfinity Series lors de la saison 2012. Il participe également à certaines courses de NASCAR Camping World Truck Series pour l'écurie Brad Keselowski Racing. Il termine sixième de sa première course courue sur le Bristol Motor Speedway dans cette catégorie. Il remporte sa première course en Truck Series le 15 septembre 2012 sur le circuit Iowa Speedway. Il devient le plus jeune vainqueur en Truck Series de l'histoire à l'âge de 18 ans 8 mois et 15 jours. Le précédent record avait été établi par Kyle Busch en 2005 celui-ci étant âgé de 20 ans et 18 jours,.
Blaney participe de nouveau au championnat de Camping World Truck Series en 2013 au sein de l'écurie Brad Keselowski Racing mais cette fois à temps plein. Il remporte le titre de rookie de l'année. Blaney y fait sa première pole position sur le Kentucky Speedway lors de la course du mois de juin et sa deuxième victoire au mois d'aôut sur le Pocono Raceway. Blaney participe également à la course d'Xfinity Series disputée en juin sur le circuit de l'Iowa Speedway en remplacement de Joey Logano qu'il termine à la septième place. Il participe à une deuxième course d'Xfinity courue sur le Kentucky Speedway le 21 septembre 2013. Il y mène 96 des 200 tours de piste et remporte sa première course en carrière en NASCAR Xfinity Series, devançant Austin Dillon et Matt Crafton. Blaney a été le seul pilote vainqueur d'une course d'Xfinity 2013 qui n'avait pas disputé de course en NASCAR Cup Series.

En janvier 2014, Blaney annonce qu'en plus d'une saison complète en Camping World Truck Series au sein de l'écurie Brad Keselowski Racing, il disputera  pour la Team Penske quinze courses en Xfinity Series et deux en Cup Series. Il fait ses débuts en Cup Series sur le Kansas Speedway où il termine 27e. En août, il annonce officiellement qu'il participera en 2015 au championnat d'Xfinity au sein de la Team Penske et qu'il a été engagé pour disputer vingt courses en NASCAR Cup Series par l'écurie Wood Brothers Racing pour piloter la Ford no 21.

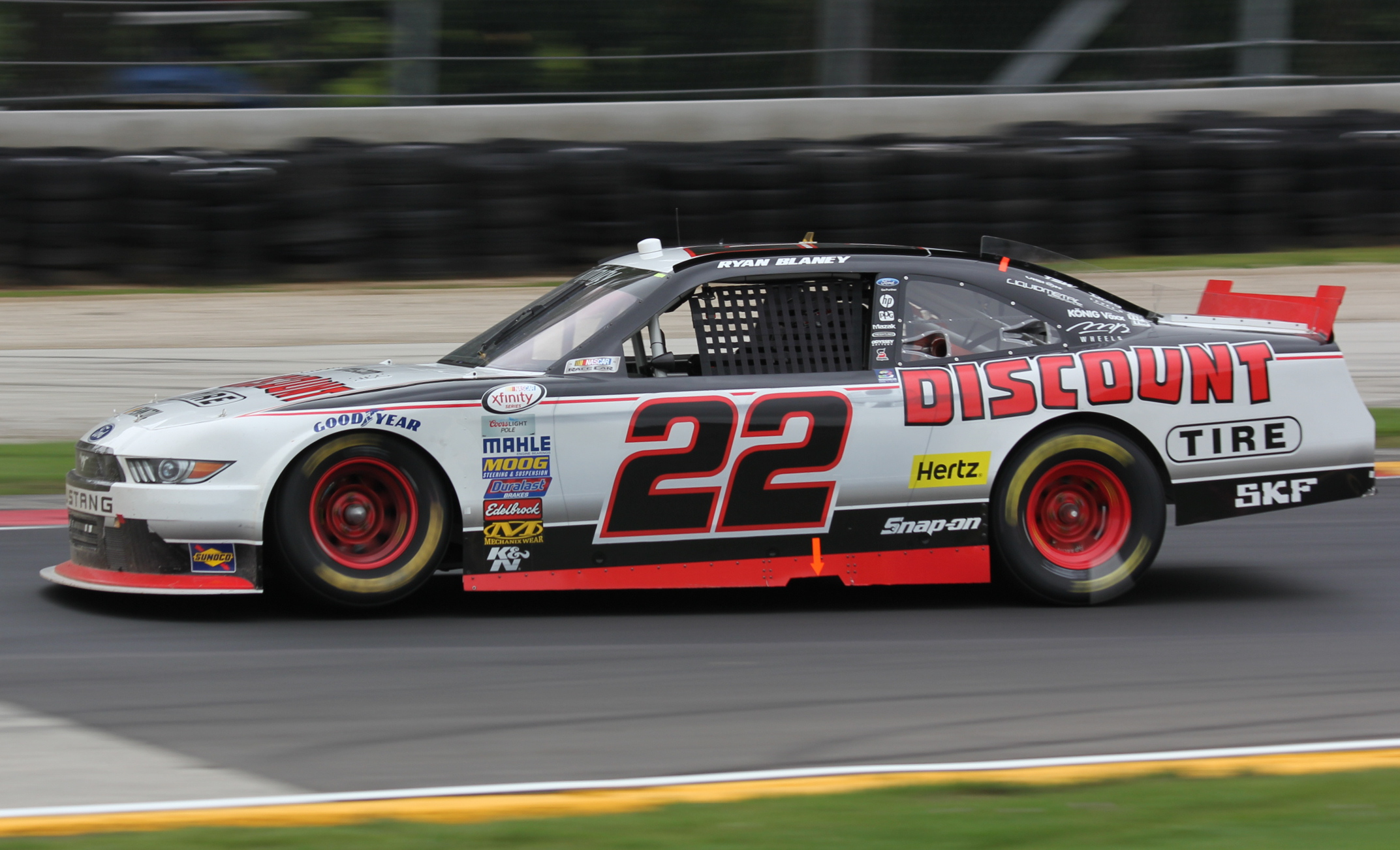
Blaney 2015 de Xfinity voiture à Road America

En 2014, Blaney pilote donc la voiture no 29 de la Brad Keselowski Racing en Truck Series où il totalise plusieurs Top 10. En mai 2014 à Dover, il termine second derrière Kyle Busch avec un retard d'½ seconde correspondant à une longueur de voiture. Il remporte sa deuxième victoire en Xfinity en août 2014 sur le Bristol Motor Speedway, battant Kyle Busch après une arrivée « green-white-checkered » (prolongation). La semaine suivante, Blaney gagne sa première course de Truck Series de façon spectaculaire sur le circuit  Ron Fellows' Canadian Tire Motorsports Park, ne devançant l'Allemand Quiroga que de 0,49 seconde, la victoire ayant du être confirmée à l'aide de la photo-finish.
En 2015, Blaney commence le championnat d'Xfinity Series à Las Vegas à l'occasion du Boyd Gaming 300 où il fut brièvement en lice pour la victoire. Lors du dernier restart, il occupait la huitième place mais remonte à la deuxième place derrière Austin Dillon alors qu'il ne reste que trois tours à effectuer. Il termine finalement second à trois longueurs de Dillon. En NASCAR Cup Series, au volant de la no 21 de l'écurie des Wood Brothers, il réussit son premier Top 10 à Talladega à l'occasion du Geico 500, terminant 4e après avoir été  longtemps 2e. Il ne se qualifie pas pour trois courses suivantes. Il termine second sur l'Indianapolis Motor Speedway derrière Kyle Busch, celui-ci l'ayant dépassé dans le dernier tour. Il remporté la course US Cellular 250 sur l'Iowa Speedway et gagne presque la Road America 180 pour sa première participation. Il remporte la course d'autonome au Kentucky en y battant Ty Dillon lors du dernier restart. Il obtient son deuxième top 10 (7e place) en NASCAR Cup Series sur le Kansas Speedway lors du Hollywood Casino 400.
Pour la saison 2016, Blaney commence sa première saison en programme complet dans NASCAR Cup Series toujours au sein de l'écurie des Wood Brothers. Il termine 20e du championnat en décrochant huit Top 10 dont trois Top 5 (6e au Kobalt 400 couru à Las Vegas, 9e au GEICO 500, 5e au Go Bowling 400, 8e au AAA 400 for Autism, 10e au AXALTA 400, 4e au Pure Michigan 400, 4e au Teenage Mutant Ninja Turtles 400 et 8e au Can-Am 500). En 2018, il devient pilote de la voiture Ford no 12 de la Team Penske et va de suite améliorer son classement en terminant 9e du championnat et en remportant sa première course à l'occasion du Pocono 400 (bilan de treize Top 10 dont cinq Top 5 et une victoire). Il ne va quitte plus le Top 10 des classements de la Cup Series les saisons suivantes terminant chronologiquement 10e (1 victoire au Bank of America Roval 400), 7e (1 victoire au 1000Bulbs.com 500), 9e (1 victoire au GEICO 500), 7e (3 victoires, Folds of Honor QuikTrip 500, FireKeepers Casino 500 et Coke Zero Sugar 400) et 8e (pas de victoire). Il remporte son premier titre de champion de la NASCAR Cup Series au terme de la saison 2024 au cours de laquelle il remporte 3 courses (le Coca-Cola 600, le Yellawood 500 et l'Xfinity 500), décrochant 8 Top 5 et 18 Top 10.
Dès qu'il a participé en programme complet dans la Cup Series, il n'a plus participé qu'épisodiquement aux courses d'Xfinity (27 courses entre 2016 et 2019 dont 3 victoires, 22 Top 5 et 24 Top 10). En 2022, il a participé à une course de Superstar Racing Experience (en) s'y classant à la en 7e place.

## Résultats
Légende :
- Gras – Pole position décerné par temps de qualification.
- Italique – Pole position gagnés par les points au classement ou du temps d'essais.
- * – Plus grand nombre de tours menés.

### En NASCAR

#### Cup Series
Au 11 novembre 2024, Ryan Blaney a participé à 334 courses réparties sur 11 saisons (2014-2024) .
- Voiture en 2024 : no 12
- Écurie : Team Penske
- Résultat saison 2024 : 2e[28]
- Meilleur classement en fin de saison : 1er en 2023
- 1re course : 5-hour Energy 400 2014 (Kansas)
- Dernière course : NASCAR Cup Series Championship Race 2023 (Phoenix) (saison en cours)
- Première victoire : Axalta presents the Pocono 400 2017 (Pocono)
- Dernière victoire : Xfinity 500 2024 (Martinsville)
- Victoire(s) : 13
- Top5 : 81
- Top10 : 149
- Pole position : 10

| Année     | Équipe               | No.       | Constructeur | 1                                     | 2                                     | 3                                     | 4                                     | 5                                     | 6                                     | 7                                     | 8                                     | 9                                     | 10                                    | 11                                    | 12                                    | 13                                    | 14                                    | 15                                    | 16                                    | 17                                    | 18                                    | 19                                    | 20                                    | 21                                    | 22                                    | 23                                    | 24                                    | 25                                    | 26                                    | 27                                    | 28                                    | 29                                    | 30                                    | 31                                    | 32                                    | 33                                    | 34                                    | 35                                    | 36                                    | Clas.                                 | Pts                                   |
| 2014      | Team Penske          | 12        | Ford         | DAY                                   | PHO                                   | LVS                                   | BRI                                   | CAL                                   | MAR                                   | TEX                                   | DAR                                   | RCH                                   | TAL                                   | KAN 27                                | CLT                                   | DOV                                   | POC                                   | MCH                                   | SON                                   | KEN                                   | DAY                                   | NHA                                   | IND                                   | POC                                   | GLN                                   |                                       |                                       |                                       |                                       |                                       |                                       |                                       |                                       |                                       | TAL 22                                | MAR                                   | TEX                                   | PHO                                   | HOM                                   | 60th                                  | 01                                    |
| 2014      | Wood Brothers Racing | 21        | Ford         |                                       |                                       |                                       |                                       |                                       |                                       |                                       |                                       |                                       |                                       |                                       |                                       |                                       |                                       |                                       |                                       |                                       |                                       |                                       |                                       |                                       |                                       | MCH QL†                               | BRI                                   | ATL                                   | RCH                                   | CHI                                   | NHA                                   | DOV                                   | KAN                                   | CLT                                   |                                       |                                       |                                       |                                       |                                       | 60th                                  | 01                                    |
| 2015      | Wood Brothers Racing | 21        | Ford         | DAY 39                                | ATL                                   | LVS 19                                | PHO                                   | CAL                                   | MAR                                   | TEX 42                                | BRI                                   | RCH                                   | TAL 4                                 | KAN                                   | CLT 42                                | DOV                                   | POC                                   | MCH 24                                | SON                                   | DAY DNQ                               | KEN DNQ                               | NHA 23                                | IND 12                                | POC                                   | GLN                                   | MCH 24                                | BRI 22                                | DAR 30                                | RCH                                   | CHI DNQ                               | NHA                                   | DOV                                   | CLT 14                                | KAN 7                                 | TAL 43                                | MAR                                   | TEX 43                                | PHO                                   | HOM 17                                | 52e                                   | 01                                    |
| 2016      | Wood Brothers Racing | 21        | Ford         | DAY 19                                | ATL 25                                | LVS 6                                 | PHO 10                                | CAL 35                                | MAR 19                                | TEX 29                                | BRI 11                                | RCH 28                                | TAL 9                                 | KAN 5                                 | DOV 8                                 | CLT 20                                | POC 10                                | MCH 17                                | SON 23                                | DAY 14                                | KEN 35                                | NHA 11                                | IND 36                                | POC 11                                | GLN 19                                | BRI 35                                | MCH 4                                 | DAR 13                                | RCH 39                                | CHI 4                                 | NHA 12                                | DOV 38                                | CLT 31                                | KAN 14                                | TAL 11                                | MAR 19                                | TEX 12                                | PHO 8                                 | HOM 26                                | 20e                                   | 812                                   |
| 2017      | Wood Brothers Racing | 21        | Ford         | DAY 2                                 | ATL 18                                | LVS 7                                 | PHO 23                                | CAL 9                                 | MAR 25                                | TEX 12*                               | BRI 33                                | RCH 36                                | TAL 39                                | KAN 4                                 | CLT 24                                | DOV 32                                | POC 1                                 | MCH 25                                | SON 9                                 | DAY 26                                | KEN 10                                | NHA 19                                | IND 23                                | POC 30                                | GLN 8                                 | MCH 15                                | BRI 10                                | DAR 31                                | RCH 18                                | CHI 11                                | NHA 9                                 | DOV 23                                | CLT 8                                 | TAL 18                                | KAN 3                                 | MAR 8                                 | TEX 6                                 | PHO 17                                | HOM 29                                | 9e                                    | 2305                                  |
| 2018      | Team Penske          | 12        | Ford         | DAY 7*                                | ATL 12                                | LVS 5                                 | PHO 16                                | CAL 8                                 | MAR 3                                 | TEX 5                                 | BRI 35                                | RCH 22                                | TAL 18                                | DOV 8                                 | KAN 37                                | CLT 36                                | POC 6                                 | MCH 8                                 | SON 34                                | CHI 18                                | DAY 40                                | KEN 2                                 | NHA 7                                 | POC 12                                | GLN 12                                | MCH 5                                 | BRI 7*                                | DAR 15                                | IND 11                                | LVS 5                                 | RCH 19                                | CLT 1                                 | DOV 11                                | TAL 29                                | KAN 7                                 | MAR 20                                | TEX 2                                 | PHO 34                                | HOM 17                                | 10e                                   | 2298                                  |
| 2019      | Team Penske          | 12        | Ford         | DAY 31                                | ATL 22                                | LVS 22                                | PHO 3                                 | CAL 5                                 | MAR 4                                 | TEX 37                                | BRI 4*                                | RCH 25                                | TAL 15                                | DOV 15                                | KAN 32                                | CLT 13                                | POC 12                                | MCH 9                                 | SON 3                                 | CHI 6                                 | DAY 36                                | KEN 13                                | NHA 4                                 | POC 10                                | GLN 5                                 | MCH 24                                | BRI 10                                | DAR 13                                | IND 7                                 | LVS 5                                 | RCH 17                                | CLT 8                                 | DOV 35                                | TAL 1*                                | KAN 21                                | MAR 5                                 | TEX 8                                 | PHO 3                                 | HOM 11                                | 7e                                    | 2339                                  |
| 2020      | Team Penske          | 12        | Ford         | DAY 2                                 | LVS 11                                | CAL 19                                | PHO 37                                | DAR 16                                | DAR 21                                | CLT 3                                 | CLT 3                                 | BRI 40                                | ATL 4                                 | MAR 2                                 | HOM 3                                 | TAL 1*                                | POC 12                                | POC 22                                | IND 32                                | KEN 6                                 | TEX 7*                                | KAN 20                                | NHA 20                                | MCH 4                                 | MCH 38                                | DAY 31                                | DOV 14                                | DOV 12                                | DAY 6                                 | DAR 24                                | RCH 19                                | BRI 13                                | LVS 7                                 | TAL 25                                | CLT 5                                 | KAN 7                                 | TEX 4                                 | MAR 2                                 | PHO 6                                 | 9e                                    | 2336                                  |
| 2021      | Team Penske          | 12        | Ford         | DAY 30                                | DAY 15                                | HOM 29                                | LVS 5                                 | PHO 10                                | ATL 1                                 | BRI 8                                 | MAR 11                                | RCH 11                                | TAL 9                                 | KAN 21                                | DAR 8                                 | DOV 12                                | COA 17                                | CLT 13                                | SON 10                                | NSH 37                                | POC 5                                 | POC 6                                 | ROA 20                                | ATL 5                                 | NHA 5                                 | GLN 14                                | IND 2                                 | MCH 1                                 | DAY 1                                 | DAR 22                                | RCH 10                                | BRI 4                                 | LVS 5                                 | TAL 15                                | CLT 9                                 | TEX 6                                 | KAN 37                                | MAR 11                                | PHO 4                                 | 7e                                    | 2350                                  |
| 2022      | Team Penske          | 12        | Ford         | DAY 4                                 | CAL 18                                | LVS 36                                | PHO 4*                                | ATL 17                                | COA 6                                 | RCH 7*                                | MAR 4                                 | BRI 5                                 | TAL 11                                | DOV 26                                | DAR 17                                | KAN 12                                | CLT 29                                | GTW 4                                 | SON 6                                 | NSH 3                                 | ROA 11                                | ATL 5                                 | NHA 18                                | POC 33                                | IND 26                                | MCH 5                                 | RCH 10                                | GLN 5                                 | DAY 24                                | DAR 15                                | KAN 13                                | BRI 9                                 | TEX 30                                | TAL 4                                 | CLT 2                                 | LVS 26                                | HOM 28                                | MAR 17                                | PHO 3                                 | 8e                                    | 2354                                  |
| 2023      | Team Penske          | 12        | Ford         | DAY 8                                 | CAL 26                                | LVS 13                                | PHO 2                                 | ATL 7                                 | COA 21                                | RCH 26                                | BRD 23                                | MAR 7                                 | TAL 2*                                | DOV 3                                 | KAN 16                                | DAR 9                                 | CLT 1*                                | GTW 6                                 | SON 31                                | NSH 36                                | CSC 33                                | ATL 9                                 | NHA 22                                | POC 30                                | RCH 14                                | MCH 9                                 | IRC 13                                | GLN 9                                 | DAY 36                                | DAR 9                                 | KAN 12                                | BRI 22                                | TEX 28                                | TAL 1                                 | ROV 12                                | LVS 6                                 | HOM 2                                 | MAR 1                                 | PHO 2                                 | 1er                                   | 5035                                  |
| 2024      | Team Penske          | 12        | Ford         | DAY 30                                | ATL 2                                 | LVS 3                                 | PHO 5                                 | BRI 16                                | COA 12                                | RCH 19                                | MAR 5                                 | TEX 33                                | TAL 20                                | DOV 7                                 | KAN 12                                | DAR 36                                | CLT 39                                | GTW 24                                | SON 7                                 | IOW 1*                                | NHA 25                                | NSH 6                                 | CSC 10                                | POC 1*                                | IND 3                                 | RCH 11                                | MCH 18                                | DAY 29                                | DAR 37                                | ATL 3                                 | GLN 38                                | BRI 6                                 | KAN 4                                 | TAL 39                                | ROV 10                                | LVS 32                                | HOM 2                                 | MAR 1                                 | PHO 2                                 | 2e                                    | 5035                                  |
| Légende : | Légende :            | Légende : | Légende :    | † Qualifié via le pilote Trevor Bayne | † Qualifié via le pilote Trevor Bayne | † Qualifié via le pilote Trevor Bayne | † Qualifié via le pilote Trevor Bayne | † Qualifié via le pilote Trevor Bayne | † Qualifié via le pilote Trevor Bayne | † Qualifié via le pilote Trevor Bayne | † Qualifié via le pilote Trevor Bayne | † Qualifié via le pilote Trevor Bayne | † Qualifié via le pilote Trevor Bayne | † Qualifié via le pilote Trevor Bayne | † Qualifié via le pilote Trevor Bayne | † Qualifié via le pilote Trevor Bayne | † Qualifié via le pilote Trevor Bayne | † Qualifié via le pilote Trevor Bayne | † Qualifié via le pilote Trevor Bayne | † Qualifié via le pilote Trevor Bayne | † Qualifié via le pilote Trevor Bayne | † Qualifié via le pilote Trevor Bayne | † Qualifié via le pilote Trevor Bayne | † Qualifié via le pilote Trevor Bayne | † Qualifié via le pilote Trevor Bayne | † Qualifié via le pilote Trevor Bayne | † Qualifié via le pilote Trevor Bayne | † Qualifié via le pilote Trevor Bayne | † Qualifié via le pilote Trevor Bayne | † Qualifié via le pilote Trevor Bayne | † Qualifié via le pilote Trevor Bayne | † Qualifié via le pilote Trevor Bayne | † Qualifié via le pilote Trevor Bayne | † Qualifié via le pilote Trevor Bayne | † Qualifié via le pilote Trevor Bayne | † Qualifié via le pilote Trevor Bayne | † Qualifié via le pilote Trevor Bayne | † Qualifié via le pilote Trevor Bayne | † Qualifié via le pilote Trevor Bayne | † Qualifié via le pilote Trevor Bayne | † Qualifié via le pilote Trevor Bayne |

| Résultats au Daytona 500 | Résultats au Daytona 500 | Résultats au Daytona 500 | Résultats au Daytona 500 | Résultats au Daytona 500 |
| ------------------------ | ------------------------ | ------------------------ | ------------------------ | ------------------------ |
| Année                    | L'équipe                 | Fabricant                | Position au              | Position au              |
| Année                    | L'équipe                 | Fabricant                | Départ                   | Arrivée                  |
| 2015                     | Wood Brothers Racing     | Ford                     | 12                       | 39                       |
| 2016                     | Wood Brothers Racing     | Ford                     | 7                        | 19                       |
| 2017                     | Wood Brothers Racing     | Ford                     | 36                       | 2                        |
| 2018                     | Team Penske              | Ford                     | 3                        | 7*                       |
| 2019                     | Team Penske              | Ford                     | 14                       | 31                       |
| 2020                     | Team Penske              | Ford                     | 27                       | 2                        |
| 2021                     | Team Penske              | Ford                     | 14                       | 30                       |
| 2022                     | Team Penske              | Ford                     | 7                        | 4                        |
| 2023                     | Team Penske              | Ford                     | 7                        | 8                        |
| 2024                     | Team Penske              | Ford                     | 32                       | 30                       |

#### Xfinity Series
Au 11 novembre 2024, il a participé à 70 courses réparties sur 8 saisons (2012-2019) :
- Dernière saison : Voiture Ford 12 de la Team Penske en 2019
- Résultat dernière saison : 83e en 2019
- Meilleur classement en fin de saison : 22e en 2015
- Première course : Virginia 529 College Savings 250 de 2012 (Richmond)
- Dernière course : Sport Clips Haircuts VFW 200 de 2019 (Darlington)
- Première victoire : Kentucky 300 de 2013 (Kentucky)
- Dernière victoire : My Bariatrics Solutions 300 de 2018 (Texas)
- Victoire(s) : 7
- Top5 : 43
- Top10 : 57
- Pole position : 3

| Année | Équipe               | No. | Constructeur | 1   | 2   | 3     | 4     | 5      | 6      | 7     | 8     | 9      | 10     | 11     | 12     | 13  | 14    | 15     | 16    | 17  | 18    | 19     | 20     | 21    | 22     | 23    | 24    | 25    | 26     | 27     | 28     | 29     | 30     | 31    | 32     | 33    | Clas. | Pts |
| 2012  | Tommy Baldwin Racing | 36  | Chevy        | DAY | PHO | LVS   | BRI   | CAL    | TEX    | RCH 7 | TAL   | DAR 43 | IOW    | CLT    | DOV    | MCH | ROA   | KEN 15 | DAY   | NHA | CHI   | IND 27 |        |       |        | BRI 7 | ATL   |       |        |        |        | CLT 14 |        |       |        |       | 112e  | 01  |
| 2012  | Penske Racing        | 22  | Dodge        |     |     |       |       |        |        |       |       |        |        |        |        |     |       |        |       |     |       |        | IOW 10 | GLN   | CGV    |       |       | RCH 9 | CHI    | KEN 9  | DOV 13 |        | KAN 11 | TEX 2 | PHO    | HOM 8 | 112e  | 01  |
| 2013  | Penske Racing        | 22  | Ford         | DAY | PHO | LVS   | BRI   | CAL    | TEX    | RCH   | TAL   | DAR    | CLT    | DOV    | IOW 9  | MCH | ROA   | KEN    | DAY   | NHA | CHI   | IND    | IOW    | GLN   | MOH    | BRI   | ATL   | RCH   | CHI    | KEN 1* | DOV    | KAN    | CLT    | TEX   |        |       | 95e   | 01  |
| 2013  | Penske Racing        | 48  | Ford         |     |     |       |       |        |        |       |       |        |        |        |        |     |       |        |       |     |       |        |        |       |        |       |       |       |        |        |        |        |        |       | PHO 10 | HOM   | 95e   | 01  |
| 2014  | Team Penske          | 22  | Ford         | DAY | PHO | LVS   | BRI 4 | CAL    | TEX 8  | DAR   | RCH 9 | TAL 21 | IOW 2  | CLT    | DOV    | MCH | ROA   |        |       |     | CHI 9 | IND    | IOW    | GLN   | MOH    | BRI 1 | ATL   | RCH 4 | CHI 4  | KEN    | DOV    | KAN 3  |        |       |        |       | 81e   | 01  |
| 2014  | Team Penske          | 12  | Ford         |     |     |       |       |        |        |       |       |        |        |        |        |     |       | KEN 5  | DAY   | NHA |       |        |        |       |        |       |       |       |        |        |        |        | CLT 4  | TEX 3 | PHO    | HOM 4 | 81e   | 01  |
| 2015  | Team Penske          | 22  | Ford         | DAY | ATL | LVS 2 | PHO   | CAL    | TEX    | BRI   | RCH   | TAL    | IOW 5  | CLT 10 | DOV 34 | MCH | CHI 2 | DAY    | KEN   | NHA | IND 2 | IOW 1* | GLN    | MOH   | BRI 22 | ROA 2 | DAR   | RCH   | CHI 35 | KEN 1* | DOV 4  | CLT    | KAN    | TEX   | PHO    | HOM 5 | 22e   | 461 |
| 2016  | Team Penske          | 22  | Ford         | DAY | ATL | LVS   | PHO   | CAL 20 | TEX    | BRI   | RCH   | TAL    | DOV    |        |        |     |       |        |       |     |       |        |        | MOH 3 | BRI    | ROA   | DAR 7 | RCH   | CHI    | KEN 3  | DOV 4  | CLT    | KAN    | TEX   | PHO    | HO    | 97e   | 01* |
| 2016  | Team Penske          | 12  | Ford         |     |     |       |       |        |        |       |       |        |        | CLT 16 | POC    | MCH | IOW   | DAY    | KEN 8 | NHA | IND   | IOW    | GLN    |       |        |       |       |       |        |        |        |        |        |       |        |       | 97e   | 01* |
| 2017  | Team Penske          | 22  | Ford         | DAY | ATL | LVS   | PHO 2 | CAL    | TEX 2  | BRI 2 | RCH 5 | TAL    |        | DOV 2  | POC    | MCH | IOW   | DAY    |       |     |       |        |        |       |        |       |       |       | CHI 26 | KEN    | DOV 1* | CLT 3  | KAN 3  | TEX 2 | PHO 2* | HOM   | 89e   | 01* |
| 2017  | Team Penske          | 12  | Ford         |     |     |       |       |        |        |       |       |        | CLT 1* |        |        |     |       |        | KEN 2 | NHA | IND   | IOW    | GLN    | MOH   | BRI    | ROA   | DAR   | RCH   |        |        |        |        |        |       |        |       | 89e   | 01* |
| 2018  | Team Penske          | 22  | Ford         | DAY | ATL | LVS 4 | PHO   | CAL    | TEX 1* | BRI   | RCH   | TAL    | DOV    | CLT    | POC    | MCH | IOW   | CHI    | DAY 4 | KEN | NHA   | IOW    | GLN    | MOH   | BRI    | ROA   | DAR   | IND 3 | LVS    | RCH    | CLT    | DOV    | KAN    | TEX   | PHO    | HOM   | 87e   | 01* |
| 2019  | Team Penske          | 12  | Ford         | DAY | ATL | LVS   | PHO   | CAL    | TEX    | BRI   | RCH   | TAL    | DOV    | CLT    | POC    | MCH | IOW   | CHI    | DAY   | KEN | NHA   | IOW    | GLN 4  | MOH   | BRI    | ROA   | DAR 3 | IND   | LVS    | RCH    | CLT    | DOV    | KAN    | TEX   | PHO    | HOM   | 83e   | 01* |

#### Truck Series
Au 11 novembre 2024, il a participé à 58 courses réparties sur 4 saisons (2012-2015) :
- Dernière saison : Voiture Ford no 29 de la Brad Keselowski Racing en 2015
- Résultat dernière saison : 81e en 2015
- Meilleur classement en fin de saison : 2e en 2014
- Première course : UNOH 200 de 2012 (Bristol)
- Dernière course : WinStar World Casino & Resort 350 de 2015 (Texas)
- Première victoire : American Ethanol 200 de 2012 (Iowa)
- Dernière victoire : UNOH 200 de 2015 (Bristol)
- Victoire(s) : 4
- Top5 : 26
- Top10 : 40
- Pole position : 5

| Résultats en NASCAR Camping World Truck Series | Résultats en NASCAR Camping World Truck Series | Résultats en NASCAR Camping World Truck Series | Résultats en NASCAR Camping World Truck Series | Résultats en NASCAR Camping World Truck Series                                                                                          | Résultats en NASCAR Camping World Truck Series                                                                                          | Résultats en NASCAR Camping World Truck Series                                                                                          | Résultats en NASCAR Camping World Truck Series                                                                                          | Résultats en NASCAR Camping World Truck Series                                                                                          | Résultats en NASCAR Camping World Truck Series                                                                                          | Résultats en NASCAR Camping World Truck Series                                                                                          | Résultats en NASCAR Camping World Truck Series                                                                                          | Résultats en NASCAR Camping World Truck Series                                                                                          | Résultats en NASCAR Camping World Truck Series                                                                                          | Résultats en NASCAR Camping World Truck Series                                                                                          | Résultats en NASCAR Camping World Truck Series                                                                                          | Résultats en NASCAR Camping World Truck Series                                                                                          | Résultats en NASCAR Camping World Truck Series                                                                                          | Résultats en NASCAR Camping World Truck Series                                                                                          | Résultats en NASCAR Camping World Truck Series                                                                                          | Résultats en NASCAR Camping World Truck Series                                                                                          | Résultats en NASCAR Camping World Truck Series                                                                                          | Résultats en NASCAR Camping World Truck Series                                                                                          | Résultats en NASCAR Camping World Truck Series                                                                                          | Résultats en NASCAR Camping World Truck Series                                                                                          | Résultats en NASCAR Camping World Truck Series                                                                                          | Résultats en NASCAR Camping World Truck Series                                                                                          | Résultats en NASCAR Camping World Truck Series                                                                                          | Résultats en NASCAR Camping World Truck Series                                                                                          |
| ---------------------------------------------- | ---------------------------------------------- | ---------------------------------------------- | ---------------------------------------------- | --- | --- | --- | --- | --- | --- | --- | --- | --- | --- | --- | --- | --- | --- | --- | --- | --- | --- | --- | --- | --- | --- | --- | --- | --- |
| Année                                          | Équipe                                         | No.                                            | Constructeur                                   | 1 | 2 | 3 | 4 | 5 | 6 | 7 | 8 | 9 | 10 | 11 | 12 | 13 | 14 | 15 | 16 | 17 | 18 | 19 | 20 | 21 | 22 | 23 | Clas. | Pts |
| 2012                                           | Brad Keselowski Racing                         | 19                                             | Ram                                            | DAY | MAR | CAR | KAN | CLT | DOV | TEX | KEN | IOW | CHI | POC | MCH | BRI 6 | | | | | | | | | | | 26e | 258† |
| 2012                                           | Brad Keselowski Racing                         | 29                                             | Ram                                            | | | | | | | | | | | | | | ATL 11 | IOW 1 | KEN 11 | LVS | TAL 6 | MAR 8 | TEX 30 | PHO 5 | HOM 28 | | 26e | 258† |
| 2013                                           | Brad Keselowski Racing                         | 29                                             | Ford                                           | DAY 8 | MAR 16 | CAR 8 | KAN 3 | CLT 25 | DOV 3 | TEX 8 | KEN 5 | IOW 26 | ELD 15 | POC 1* | MCH 32 | BRI 3 | MSP 16 | IOW 10 | CHI 3 | LVS 20 | TAL 21 | MAR 5 | TEX 15 | PHO 7 | HOM 2* | | 6e | 726 |
| 2014                                           | Brad Keselowski Racing                         | 29                                             | Ford                                           | DAY 6 | MAR 4 | KAN 22 | CLT 22 | DOV 2 | TEX 4 | GTW 7 | KEN 3 | IOW 2 | ELD 3 | POC 5 | MCH 21 | BRI 13 | MSP 1* | CHI 12 | NHA 10 | LVS 6 | TAL 5 | MAR 5 | TEX 9 | PHO 4 | HOM 5 | | 2e | 812 |
| 2015                                           | Brad Keselowski Racing                         | 29                                             | Ford                                           | DAY | ATL | MAR | KAN | CLT | DOV 7 | TEX | GTW | IOW | KEN 3 | ELD | POC | MCH 2 | BRI 1 | MSP | CHI | NHA | LVS | TAL | MAR | TEX 3 | PHO | HOM | 81e | 01 |
| Légende :                                      | Légende :                                      | Légende :                                      | Légende :                                      | 1 Inéligible pour les points de la série † En août 2012, au Atlanta Motor Speedway, Blaney a changé de la Nationwide à la Truck Series. | 1 Inéligible pour les points de la série † En août 2012, au Atlanta Motor Speedway, Blaney a changé de la Nationwide à la Truck Series. | 1 Inéligible pour les points de la série † En août 2012, au Atlanta Motor Speedway, Blaney a changé de la Nationwide à la Truck Series. | 1 Inéligible pour les points de la série † En août 2012, au Atlanta Motor Speedway, Blaney a changé de la Nationwide à la Truck Series. | 1 Inéligible pour les points de la série † En août 2012, au Atlanta Motor Speedway, Blaney a changé de la Nationwide à la Truck Series. | 1 Inéligible pour les points de la série † En août 2012, au Atlanta Motor Speedway, Blaney a changé de la Nationwide à la Truck Series. | 1 Inéligible pour les points de la série † En août 2012, au Atlanta Motor Speedway, Blaney a changé de la Nationwide à la Truck Series. | 1 Inéligible pour les points de la série † En août 2012, au Atlanta Motor Speedway, Blaney a changé de la Nationwide à la Truck Series. | 1 Inéligible pour les points de la série † En août 2012, au Atlanta Motor Speedway, Blaney a changé de la Nationwide à la Truck Series. | 1 Inéligible pour les points de la série † En août 2012, au Atlanta Motor Speedway, Blaney a changé de la Nationwide à la Truck Series. | 1 Inéligible pour les points de la série † En août 2012, au Atlanta Motor Speedway, Blaney a changé de la Nationwide à la Truck Series. | 1 Inéligible pour les points de la série † En août 2012, au Atlanta Motor Speedway, Blaney a changé de la Nationwide à la Truck Series. | 1 Inéligible pour les points de la série † En août 2012, au Atlanta Motor Speedway, Blaney a changé de la Nationwide à la Truck Series. | 1 Inéligible pour les points de la série † En août 2012, au Atlanta Motor Speedway, Blaney a changé de la Nationwide à la Truck Series. | 1 Inéligible pour les points de la série † En août 2012, au Atlanta Motor Speedway, Blaney a changé de la Nationwide à la Truck Series. | 1 Inéligible pour les points de la série † En août 2012, au Atlanta Motor Speedway, Blaney a changé de la Nationwide à la Truck Series. | 1 Inéligible pour les points de la série † En août 2012, au Atlanta Motor Speedway, Blaney a changé de la Nationwide à la Truck Series. | 1 Inéligible pour les points de la série † En août 2012, au Atlanta Motor Speedway, Blaney a changé de la Nationwide à la Truck Series. | 1 Inéligible pour les points de la série † En août 2012, au Atlanta Motor Speedway, Blaney a changé de la Nationwide à la Truck Series. | 1 Inéligible pour les points de la série † En août 2012, au Atlanta Motor Speedway, Blaney a changé de la Nationwide à la Truck Series. | 1 Inéligible pour les points de la série † En août 2012, au Atlanta Motor Speedway, Blaney a changé de la Nationwide à la Truck Series. | 1 Inéligible pour les points de la série † En août 2012, au Atlanta Motor Speedway, Blaney a changé de la Nationwide à la Truck Series. | 1 Inéligible pour les points de la série † En août 2012, au Atlanta Motor Speedway, Blaney a changé de la Nationwide à la Truck Series. | 1 Inéligible pour les points de la série † En août 2012, au Atlanta Motor Speedway, Blaney a changé de la Nationwide à la Truck Series. | 1 Inéligible pour les points de la série † En août 2012, au Atlanta Motor Speedway, Blaney a changé de la Nationwide à la Truck Series. |

#### Wheelen Modified Tour
| Résultats dans le NASCAR Wheelen Modified Tour | Résultats dans le NASCAR Wheelen Modified Tour | Résultats dans le NASCAR Wheelen Modified Tour | Résultats dans le NASCAR Wheelen Modified Tour | Résultats dans le NASCAR Wheelen Modified Tour | Résultats dans le NASCAR Wheelen Modified Tour | Résultats dans le NASCAR Wheelen Modified Tour | Résultats dans le NASCAR Wheelen Modified Tour | Résultats dans le NASCAR Wheelen Modified Tour | Résultats dans le NASCAR Wheelen Modified Tour | Résultats dans le NASCAR Wheelen Modified Tour | Résultats dans le NASCAR Wheelen Modified Tour | Résultats dans le NASCAR Wheelen Modified Tour | Résultats dans le NASCAR Wheelen Modified Tour | Résultats dans le NASCAR Wheelen Modified Tour | Résultats dans le NASCAR Wheelen Modified Tour | Résultats dans le NASCAR Wheelen Modified Tour | Résultats dans le NASCAR Wheelen Modified Tour | Résultats dans le NASCAR Wheelen Modified Tour | Résultats dans le NASCAR Wheelen Modified Tour |
| ---------------------------------------------- | ---------------------------------------------- | ---------------------------------------------- | ---------------------------------------------- | ---------------------------------------------- | ---------------------------------------------- | ---------------------------------------------- | ---------------------------------------------- | ---------------------------------------------- | ---------------------------------------------- | ---------------------------------------------- | ---------------------------------------------- | ---------------------------------------------- | ---------------------------------------------- | ---------------------------------------------- | ---------------------------------------------- | ---------------------------------------------- | ---------------------------------------------- | ---------------------------------------------- | ---------------------------------------------- |
| Année                                          | Équipe                                         | No.                                            | Constructeur                                   | 1                                              | 2                                              | 3                                              | 4                                              | 5                                              | 6                                              | 7                                              | 8                                              | 9                                              | 10                                             | 11                                             | 12                                             | 13                                             | 14                                             | Clas.                                          | Pts                                            |
| 2012                                           | Allan Heinke                                   | 98                                             | Chevrolet                                      | TMP                                            | STA                                            | MND                                            | STA                                            | WFD                                            | NHA 33                                         | STA                                            | TMP                                            | BRI                                            | TMP                                            | RIV                                            | TMP                                            | STA                                            | TMP                                            | 52e                                            | 11                                             |

### En ARCA Menards Series
Au 11 novembre 2024, il a participé à 5 courses réparties sur 2 saisons (2011, 2013) :
- Dernière saison : Voiture Dodge n° 22 de la Cunningham Motorsports en 2013
- Résultat dernière saison : 39e en 2013
- Meilleur classement en fin de saison : 39e en 2013
- Première course : Winchester ARCA 200 presented by Federated Auto Parts de 2011 (Winchester)
- Dernière course : Ansell ActivArmr 150 de 2013 (Chicagoland)
- Victoire(s) : 0
- Top5 : 4
- Top10 : 5
- Pole position : 3

| Résultats en ARCA Menards Series | Résultats en ARCA Menards Series | Résultats en ARCA Menards Series | Résultats en ARCA Menards Series | Résultats en ARCA Menards Series | Résultats en ARCA Menards Series | Résultats en ARCA Menards Series | Résultats en ARCA Menards Series | Résultats en ARCA Menards Series | Résultats en ARCA Menards Series | Résultats en ARCA Menards Series | Résultats en ARCA Menards Series | Résultats en ARCA Menards Series | Résultats en ARCA Menards Series | Résultats en ARCA Menards Series | Résultats en ARCA Menards Series | Résultats en ARCA Menards Series | Résultats en ARCA Menards Series | Résultats en ARCA Menards Series | Résultats en ARCA Menards Series | Résultats en ARCA Menards Series | Résultats en ARCA Menards Series | Résultats en ARCA Menards Series | Résultats en ARCA Menards Series | Résultats en ARCA Menards Series | Résultats en ARCA Menards Series | Résultats en ARCA Menards Series |
| -------------------------------- | -------------------------------- | -------------------------------- | -------------------------------- | -------------------------------- | -------------------------------- | -------------------------------- | -------------------------------- | -------------------------------- | -------------------------------- | -------------------------------- | -------------------------------- | -------------------------------- | -------------------------------- | -------------------------------- | -------------------------------- | -------------------------------- | -------------------------------- | -------------------------------- | -------------------------------- | -------------------------------- | -------------------------------- | -------------------------------- | -------------------------------- | -------------------------------- | -------------------------------- | -------------------------------- |
| Année                            | Équipe                           | No.                              | Constructeur                     | 1                                | 2                                | 3                                | 4                                | 5                                | 6                                | 7                                | 8                                | 9                                | 10                               | 11                               | 12                               | 13                               | 14                               | 15                               | 16                               | 17                               | 18                               | 19                               | 20                               | 21                               | Clas.                            | Pts                              |
| 2011                             | Venturini Motorsports (en)       | 25                               | Chevy                            | DAY                              | TAL                              | SLM                              | TOL                              | NJE                              | CHI                              | POC                              | MCH                              | WIN 6*                           | BLN                              | IOW                              |                                  |                                  |                                  |                                  |                                  |                                  |                                  |                                  |                                  |                                  | 50e                              | 460                              |
| 2011                             | Venturini Motorsports (en)       | 15                               | Chevy                            |                                  |                                  |                                  |                                  |                                  |                                  |                                  |                                  |                                  |                                  |                                  | IRP 2                            | POC                              | ISF                              | MAD                              | DSF                              | SLM                              | KAN                              | TOL                              |                                  |                                  | 50e                              | 460                              |
| 2013                             | Cunningham Motorsports (en)      | 22                               | Dodge                            | DAY                              | MOB                              | SLM                              | TAL                              | TOL                              | ELK                              | POC                              | MCH 2*                           | ROA 5                            | WIN                              | CHI 3*                           | NJE                              | POC                              | BLN                              | ISF                              | MAD                              | DSF                              | IOW                              | SLM                              | KEN                              | KAN                              | 39e                              | 690                              |

#### ARCA Menards Series East
Au 10 février 2024, il a participé à 7 courses réparties sur 2 saisons (2011-2012) :
- Dernière saison : Voiture Toyota n°10 de la Dave Blaney en 2012
- Résultat dernière saison : 23e en 2012
- Meilleur classement en fin de saison : 23e en 2012
- Première course : Blue Ox 100 de 2011 (Richmond)
- Dernière course : American Real TV 150 de 2012 (Dover)
- Victoire(s) : 0
- Top5 : 2
- Top10 : 4
- Pole position : 0

| Résultats en ARCA Menards Series East | Résultats en ARCA Menards Series East | Résultats en ARCA Menards Series East | Résultats en ARCA Menards Series East | Résultats en ARCA Menards Series East | Résultats en ARCA Menards Series East | Résultats en ARCA Menards Series East | Résultats en ARCA Menards Series East | Résultats en ARCA Menards Series East | Résultats en ARCA Menards Series East | Résultats en ARCA Menards Series East | Résultats en ARCA Menards Series East | Résultats en ARCA Menards Series East | Résultats en ARCA Menards Series East | Résultats en ARCA Menards Series East | Résultats en ARCA Menards Series East | Résultats en ARCA Menards Series East | Résultats en ARCA Menards Series East | Résultats en ARCA Menards Series East | Résultats en ARCA Menards Series East |
| ------------------------------------- | ------------------------------------- | ------------------------------------- | ------------------------------------- | ------------------------------------- | ------------------------------------- | ------------------------------------- | ------------------------------------- | ------------------------------------- | ------------------------------------- | ------------------------------------- | ------------------------------------- | ------------------------------------- | ------------------------------------- | ------------------------------------- | ------------------------------------- | ------------------------------------- | ------------------------------------- | ------------------------------------- | ------------------------------------- |
| Année                                 | Équipe                                | No.                                   | Constructeur                          | 1                                     | 2                                     | 3                                     | 4                                     | 5                                     | 6                                     | 7                                     | 8                                     | 9                                     | 10                                    | 11                                    | 12                                    | 13                                    | 14                                    | Clas.                                 | Pts                                   |
| 2011                                  | Dave Blaney                           | 10                                    | Toyota                                | GRE                                   | SBO                                   | RCH 8                                 | IOW 10                                | BGS                                   | JFC                                   | LGY                                   | NHA                                   | COL                                   | GRE                                   | NHA                                   | DOV                                   |                                       |                                       | 38e                                   | 276                                   |
| 2012                                  | Dave Blaney                           | 10                                    | Toyota                                | BRI 2                                 | GRE                                   | RCH 22                                | IOW 2                                 | BGS                                   | JFC                                   | LGY                                   | CNB                                   | COL                                   | IOW 24                                | NHA                                   | DOV 25                                | GRE                                   | CAR                                   | 23e                                   | 146                                   |

#### ARCA Menards Series West
Au 11 novembre 2024, il a participé à 2 courses réparties sur 2 saisons (2011, 2017) :
- Dernière saison : Voiture Ford n° 88 de la Troy Cline en 2017
- Résultat dernière saison : 61e en 2017
- Meilleur classement en fin de saison : 61e en 2017
- Première course : Casino Arizona 125 de 2011 (Phoenix)
- Dernière course : Carneros 200 de 2017 (Sonoma)
- Première victoire : Casino Arizona 125 de 2011 (Phoenix)
- Victoire(s) : 1
- Top5 : 1
- Top10 : 1
- Pole position : 0

| Résultats en ARCA Menards Series West | Résultats en ARCA Menards Series West | Résultats en ARCA Menards Series West | Résultats en ARCA Menards Series West | Résultats en ARCA Menards Series West | Résultats en ARCA Menards Series West | Résultats en ARCA Menards Series West | Résultats en ARCA Menards Series West | Résultats en ARCA Menards Series West | Résultats en ARCA Menards Series West | Résultats en ARCA Menards Series West | Résultats en ARCA Menards Series West | Résultats en ARCA Menards Series West | Résultats en ARCA Menards Series West | Résultats en ARCA Menards Series West | Résultats en ARCA Menards Series West | Résultats en ARCA Menards Series West | Résultats en ARCA Menards Series West | Résultats en ARCA Menards Series West | Résultats en ARCA Menards Series West |
| ------------------------------------- | ------------------------------------- | ------------------------------------- | ------------------------------------- | ------------------------------------- | ------------------------------------- | ------------------------------------- | ------------------------------------- | ------------------------------------- | ------------------------------------- | ------------------------------------- | ------------------------------------- | ------------------------------------- | ------------------------------------- | ------------------------------------- | ------------------------------------- | ------------------------------------- | ------------------------------------- | ------------------------------------- | ------------------------------------- |
| Année                                 | Équipe                                | No.                                   | Constructeur                          | 1                                     | 2                                     | 3                                     | 4                                     | 5                                     | 6                                     | 7                                     | 8                                     | 9                                     | 10                                    | 11                                    | 12                                    | 13                                    | 14                                    | Clas.                                 | Pts                                   |
| 2011                                  | Dave Blaney                           | 11                                    | Toyota                                | PHO                                   | AAS                                   | MMP                                   | IOW                                   | LVS                                   | SON                                   | IRW                                   | EVG                                   | PIR                                   | CNS                                   | MRP                                   | SPO                                   | AAS                                   | PHO 1*                                | 63e                                   | 185                                   |
| 2017                                  | Troy Cline (en)                       | 88                                    | Ford                                  | TUS                                   | KCR                                   | IRW                                   | IRW                                   | SPO                                   | OSS                                   | CNS                                   | SON 26                                | IOW                                   | EVG                                   | DCS                                   | MER                                   | AAS                                   | KCR                                   | 61e                                   | 18                                    |

### En Superstar Racing Experience
| Résultats en Superstar Racing Experience | Résultats en Superstar Racing Experience | Résultats en Superstar Racing Experience | Résultats en Superstar Racing Experience | Résultats en Superstar Racing Experience | Résultats en Superstar Racing Experience | Résultats en Superstar Racing Experience | Résultats en Superstar Racing Experience | Résultats en Superstar Racing Experience | Résultats en Superstar Racing Experience |
| ---------------------------------------- | ---------------------------------------- | ---------------------------------------- | ---------------------------------------- | ---------------------------------------- | ---------------------------------------- | ---------------------------------------- | ---------------------------------------- | ---------------------------------------- | ---------------------------------------- |
| Année                                    | No.                                      | 1                                        | 2                                        | 3                                        | 4                                        | 5                                        | 6                                        | Clas.                                    | Pts                                      |
| 2022 (en)                                | 12                                       | FIF                                      | SBO                                      | STA                                      | NSV                                      | I55                                      | SHA 7                                    | 18e                                      | 14                                       |

## Palmarès
Dernière mise à jour en date du 10 février 2024.

### Titres
- Champion 2010 de la Champion Racing Association (en) (CRA) Southern Six-Pack ;
- Champion 2011 de la Pro All Star Series (PASS) ;
- Champion 2023 de la NASCAR Cup Series.

### Récompenses
- NASCAR Camping World Truck Series :
  - Meilleur pilote débutant (rookie) en 2013 ;
  - Pilote le plus populaire (Most Popular Driver) en 2014.

## Vie privée
Blaney ess fiancé avec la top model Gianna Tulio.
D'origine irlandaise, il est le fils unique et le deuxième enfant de Lisa et Dave Blaney. Il a deux sœurs, Emma et Erin. Emma est mariée au pilote Cale Conley (en), tandis qu'Erin est en couple avec William Byron. Blaney est un ami proche des autres pilotes NASCAR, Bubba Wallace, Erik Jones et Chase Elliott.
Blaney un fervent fan de la saga Star Wars. Il porte plusieurs tatouages, dont un inspiré de Star Wars sur sa jambe droite et deux autres sur le côté gauche de sa poitrine qui représentent une voiture de Cup Series et le no 10 en rouge (numéro de la voiture qu'il pilotait le plus souvent lors de sa jeunesse).